# Peter Zirbes (Dichter)

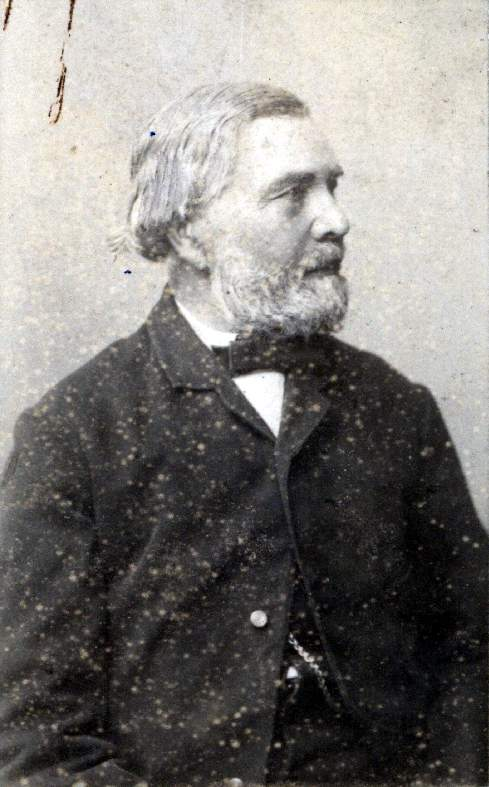
Peter Zirbes

Peter Zirbes (* 10. Januar 1825 in Niederkail; † 14. November 1901 in Niederkail) war ein deutscher fahrender „Sänger“ (Poet) und Jenischer.

## Leben
Zirbes gilt als der erste Eifeldichter. Schon als Kind begleitete er seine Eltern, armselige Hausierer, auf ihren Wanderungen. Die Schule konnte er nur im Winter besuchen. Nach seiner Schulentlassung setzte Zirbes den Hausiererhandel seiner Eltern fort. Bereits als Kind war er ein eifriger Leser und Zeichner. 
Mit 20 Jahren begann er als wandernder Steinguthändler unterwegs seine Verse zu schmieden, wofür er in seiner Umgebung nur Unverständnis und Spott erntete. Eine 1852 veröffentlichte Gedichtsammlung fand guten Absatz. Bildungsangebote, die an ihn herangetragen wurden, lehnte Zirbes ab, weil er seine kranken Eltern versorgen musste. 
Nach dem Rückgang des Hausiererhandels versuchte Zirbes sich eine Existenz als „Verfasser, Verleger und Subscribentensammler in einer Person“ aufzubauen. Auch als Kolonialwarenhändler, Nebenerwerbslandwirt und Versicherungsagent versuchte er sich erfolglos. Neben zahlreichen Gedichten bearbeitete Zirbes in seiner späteren Schaffensphase die Sagen seiner Heimat. Auch wenn es Zirbes zeitlebens nicht gelang, sich aus seinen ärmlichen Verhältnissen zu befreien, fand er die Anerkennung bekannter Persönlichkeiten, darunter der Dichter Gustav Freytag.

## Verschiedenes
Die Eifelautorin Ute Bales hat in einem biographischen Roman das Leben Peter Zirbes' nachgezeichnet.

## Werke
- Peter Zirbes: Eifelsagen und Gedichte. 4. Auflage. Koblenz 1902, urn:nbn:de:0128-1-23035 (Digitalisat).
- Oskar Lautwein, Christa und Winfried Schneider, Walter Feltes, Erich Gerten (Hrsg.): Ich bin ein fahrender Sänger. Gesamtwerk des ersten Eifeldichters Peter Zirbes (1825–1901). 1. Auflage. Verbandsgemeinde Wittlich-Land, Wittlich 2012, ISBN 978-3-00-040145-9.